# دیمیتری دون
دیمیتری دون (اوکراینی: Дмитро Олексійович Дунь؛ زادهٔ ۷ نوامبر ۱۹۸۹) رقصنده روی یخ اهل اوکراین است. وی همچنین از اسکیت‌بازان نمایشی در بازی‌های المپیک زمستانی ۲۰۱۴ بوده‌است.